# Tverca
Tverca (rusky Тверца) je řeka ve Tverské oblasti v Rusku. Je 188 km dlouhá. Povodí vlastní řeky má rozlohu 6 510 km².

## Průběh toku
Za začátek řeky je považováno ústí Starotvereckého kanálu (délka 2,9 km), kterým je vlastní řeka spojena s Vyšněvolockou přehradou, která byla vybudována v letech 1703-09. Z ní přitéká 75 až 80 % průtoku řeky Cny. Je to levý přítok Volhy na 3084 říčním kilometru.

## Vodní režim
Zdroj vody je smíšený s převahou sněhového. Průměrný roční průtok vody ve vzdálenosti 40 km od ústí činí 60 m³/s. Zamrzá v listopadu až na začátku ledna a rozmrzá na konci března až v dubnu.

## Využití
Řeka je splavná pomocí stavidel. Je součástí Vyšněvolocké vodní cesty. Leží na ní města Toržok a Tver (při ústí).